# Bathybates
Рід налічує 6 видів риб родини цихлові.

## Види
- Bathybates fasciatus Boulenger 1901
- Bathybates ferox Boulenger 1898
- Bathybates hornii Steindachner 1911
- Bathybates leo Poll 1956
- Bathybates minor Boulenger 1906
- Bathybates vittatus Boulenger 1914